# Rafał Strączek
Rafał Strączek (Jarosław, 12 febbraio 1999) è un calciatore polacco, portiere del GKS Katowice.

## Carriera

### Club
Cresciuto nelle giovanili del JKS Jarosław, debutta in prima squadra il 16 luglio 2016 in occasione del match di Puchar Polski  perso ai rigori contro il ROW 1964 Rybnik; nel febbraio 2017 viene acquistato dallo Stal Mielec, militante in seconda divisione.
Negli anni seguenti viene ceduto per due volte in prestito, nel 2018 al Wólczanka e nel 2019 al Motor Lublino; con la promozione del club in Ekstraklasa nel 2020 viene confermato in rosa e promosso al ruolo di titolare. Il 23 agosto debutta nella massima serie polacca nel match pareggiato 1-1 contro il Wisła Płock.

### Nazionale
Ha giocato nella nazionale polacca Under-18.

## Statistiche
Statistiche aggiornate al 17 maggio 2021.

### Presenze e reti nei club
| Stagione        | Squadra         | Campionato      | Campionato | Campionato | Coppe nazionali | Coppe nazionali | Coppe nazionali | Coppe continentali | Coppe continentali | Coppe continentali | Altre coppe | Altre coppe | Altre coppe | Totale | Totale | Totale |
| Stagione        | Squadra         | Comp            | Pres       | Reti       | Comp            | Pres            | Reti            | Comp               | Pres               | Reti               | Comp        | Pres        | Reti        | Pres   | Reti   |        |
| --------------- | --------------- | --------------- | ---------- | ---------- | --------------- | --------------- | --------------- | ------------------ | ------------------ | ------------------ | ----------- | ----------- | ----------- | ------ | ------ | ------ |
| 2016-feb. 2017  | JKS Jarosław    | 3L              | 15         | -17        | CP              | 1               | -3              |                    | -                  | -                  |             | -           | -           | 16     | -20    |        |
| feb.-giu. 2017  | Stal Mielec     | 1L              | 2          | -3         | CP              | 0               | 0               |                    | -                  | -                  |             | -           | -           | 2      | -3     |        |
| 2017-2018       | Stal Mielec     | 1L              | 2          | -6         | CP              | 0               | 0               |                    | -                  | -                  |             | -           | -           | 2      | -6     |        |
| 2018-gen. 2019  | Wólczanka       | 3L              | 11         | -14        | CP              | 0               | 0               |                    | -                  | -                  |             | -           | -           | 11     | -14    |        |
| gen.-giu. 2019  | Stal Mielec     | 1L              | 0          | 0          | CP              | 0               | 0               |                    | -                  | -                  |             | -           | -           | 0      | 0      |        |
| 2019-gen. 2020  | Motor Lublino   | 3L              | 5          | -3         | CP              | 0               | 0               |                    | -                  | -                  |             | -           | -           | 5      | -3     |        |
| gen.-giu. 2020  | Stal Mielec     | 1L              | 4          | -4         | CP              | 0               | 0               |                    | -                  | -                  |             | -           | -           | 4      | -4     |        |
| 2020-2021       | Stal Mielec     | EK              | 25         | -39        | CP              | 1               | 0               |                    | -                  | -                  |             | -           | -           | 26     | -39    |        |
| Totale carriera | Totale carriera | Totale carriera | 64         | -86        |                 | 2               | -3              |                    | -                  | -                  |             | -           | -           | 66     | -89    |        |